# PSK Sachalin
PSK Sachalin (ros. ПСК Сахалин) – rosyjski klub hokeja na lodzie z siedzibą w Jużnosachalińsku.

## Historia
W latach 2013–2014 drużyna funkcjonowała pod nazwą Morskije Lwy. W 2014 pod nazwą miejscową HK Sachalin przystąpił do rozgrywek Azjatyckiej Hokejowej Ligi. Od sezonu 2017/2018 działa pod nazwą PSK Sachalin.

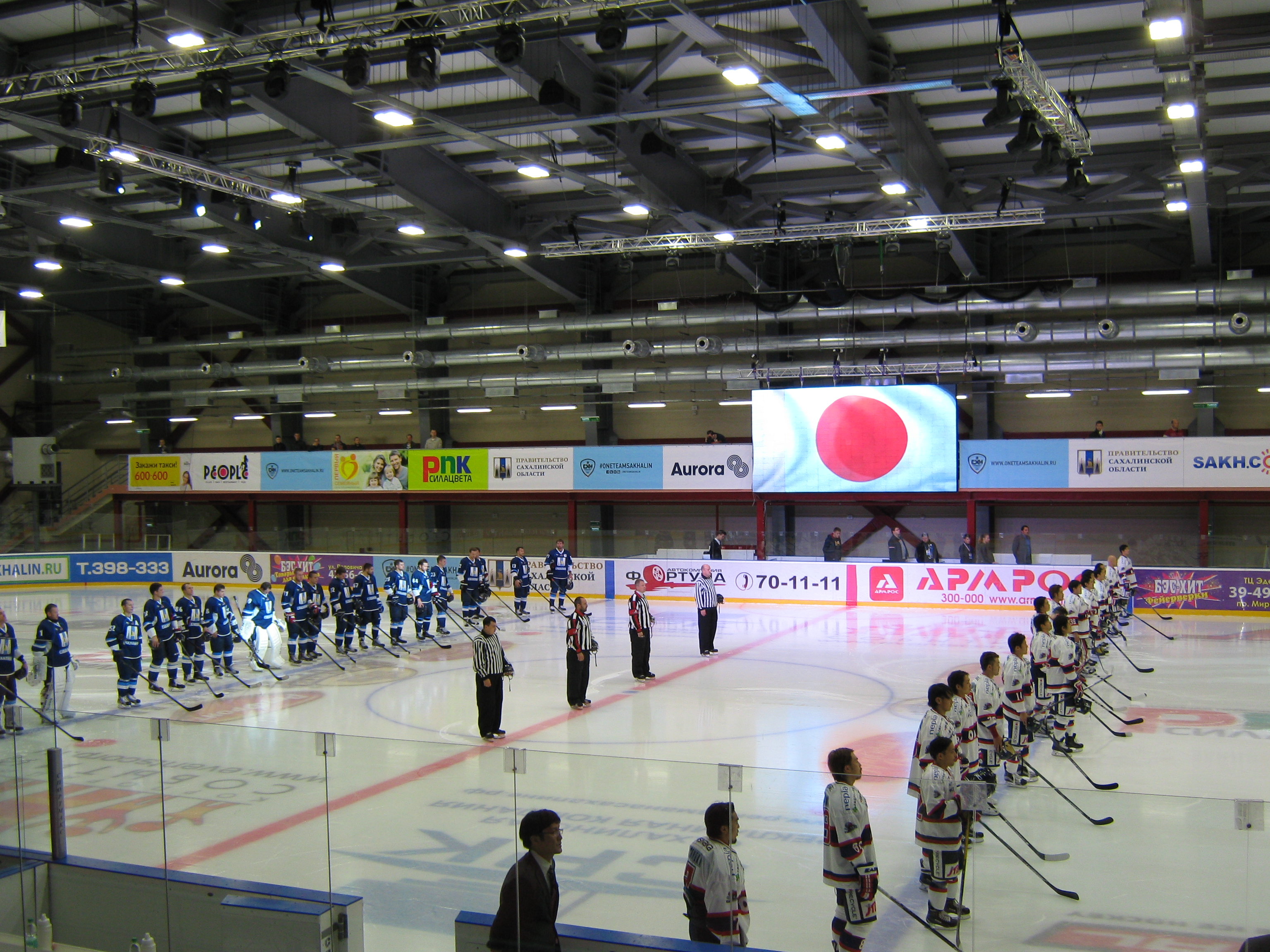
Drużyna Sachalina (z lewej) podczas meczu domowego w AHL przeciw Oji Eagles (2015)

## Sukcesy
- Srebrny medal Azjatyckiej Hokejowej Ligi: 2016, 2017
- Złoty medal Azjatyckiej Hokejowej Ligi: 2019, 2020